# Ulica Ludwika Zamenhofa w Poznaniu

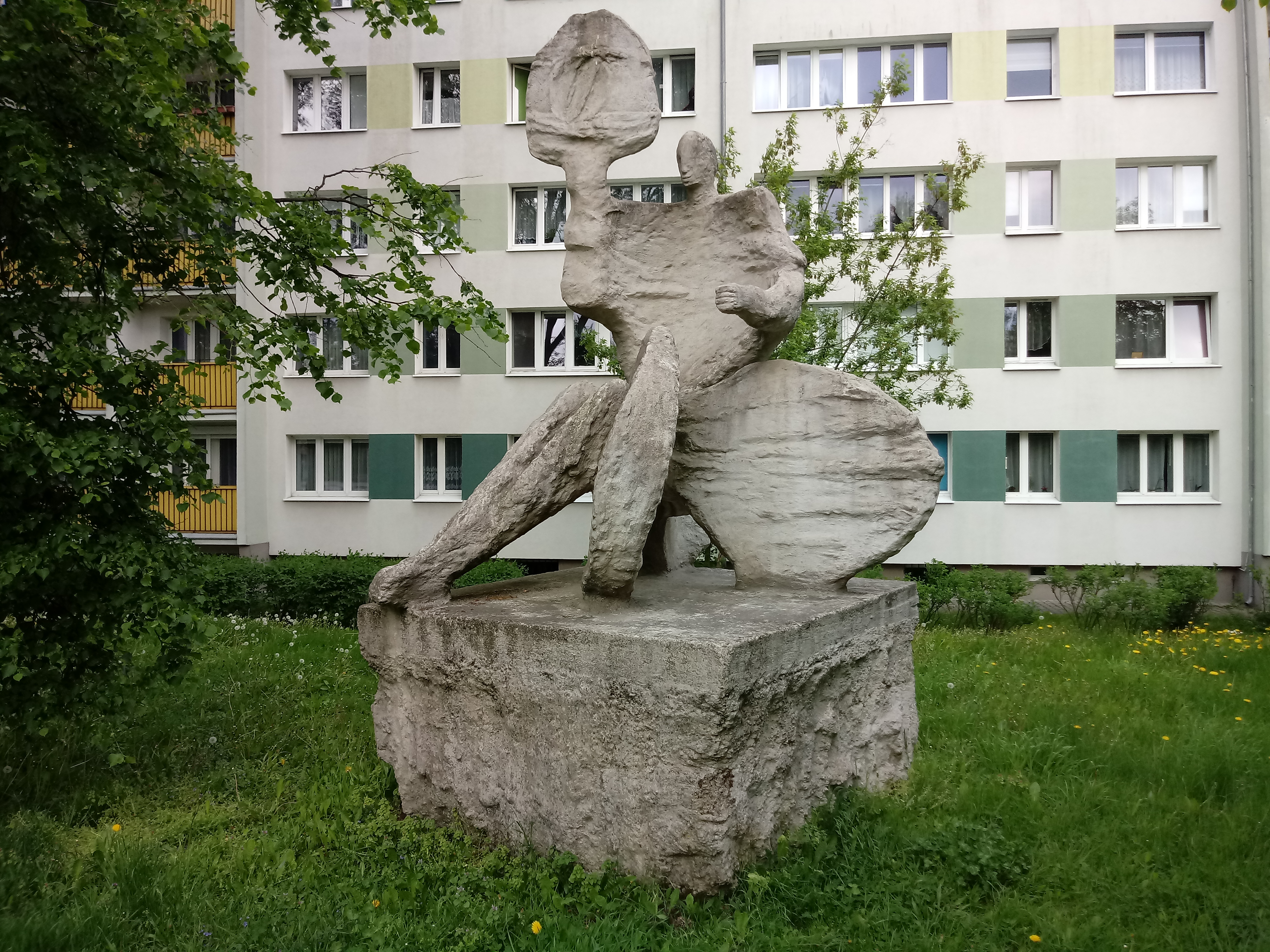
Rzeźba plenerowa "W przestrzeni" (2018)

Ulica Ludwika Zamenhofa w Poznaniu – ulica w Poznaniu położona na pograniczu pięciu jednostek obszarowych  Systemu Informacji Miejskiej (SIM) takich jak: Osiedle Jagiellońskie, Osiedle Rzeczypospolitej, Osiedle Bohaterów II Wojny Światowej i Osiedle Armii Krajowej oraz Osiedle Piastowskie wchodzących w skład większej jednostki obszarowej Ratajach na osiedlu samorządowym Rataje we wschodniej części miasta. Swój przebieg rozpoczyna na Rondzie Rataje, następnie biegnie w kierunku południowym i kończy się na rondzie Starołęka.
Dawniej ulica Zamenhofa łączyła Starołękę z głównym węzłem Śródki - Rondem Śródka, obecnie odcinek od Ronda Rataje do Ronda Śródka istnieje jako ul. Jana Pawła II. Ulica na całej swojej długości jest dwujezdniowa z dwoma pasami ruchu w każdą stronę, posiada wydzielone torowisko tramwajowe, po którym poprowadzono cztery linie dzienne oraz dwie nocne. Stanowi także element II ramy komunikacyjnej miasta. Do momentu otwarcia Wschodniej Obwodnicy miasta ulica była częścią drogi krajowej nr 5 i trasy europejskiej E261. Od 1 stycznia 2016 roku leży w ciągu dróg wojewódzkich nr 196 i nr 433.

## Komunikacja miejska
Ulicą kursują linie tramwajowe oraz autobusowe, dzienne oraz nocne, na zlecenie poznańskiego Zarządu Transportu Miejskiego.

## Opisane obiekty
Od zachodu:
- Skwer Milana Kwiatkowskiego[9]
- Osiedle Piastowskie
- Pasaż Piastowski (w bliskiej odległości)[10]
- Miejski Ośrodek Pomocy Rodzinie - Filia Nowe Miasto[11]
- Osiedle Piastowskie
- Kapliczka świętego Antoniego z Dzieciątkiem Jezus[12]
- Lidl, nr 132[13] (w pobliżu)
- Zespół Szkół Samochodowych, nr 142 (w pobliżu)

Od wschodu:
- Osiedle Jagiellońskie
- Rzeźba plenerowa „Pokój”  z 1974 roku znajdująca się na os. Jagiellońskim obok bloku o numerach 31-34 (w bliskiej odległości)[14]
- Rzeźba plenerowa „W przestrzeni” stojąca na os. Jagiellońskim przed blokiem o numerach 62-66[15]
- Park Rataje
- Osiedle Rzeczypospolitej
- Rzeźba plenerowa „W Tańcu” z roku 1979, mieszcząca się na osiedlu Rzeczypospolitej nieopodal wieżowca o numerach 14-55 (w pobliżu)[14]
- Park Rataje
- Selgros i Pasaż Rondo, nr 133[16]
- Osiedle Armii Krajowej